# Италийская митрополия
Итали́йская митропо́лия (греч. Ὀρθόδοξος Ἱερά Μητρόπολις Ἰταλίας, итал. Sacra Arcidiocesi Ortodossa d'Italia) — митрополия Константинопольского патриархата с центром в городе Венеции, охватывающая территорию Италии и Сан-Марино. В 2005—2021 годах в юрисдикцию также входила Мальта.
Центр митрополии — Венеция. Кафедральный собор — Георгиевский собор в Венеции.

## История
С 1924 года греческие приходы на территории Италии, Австрии и Венгрии вошли в юрисдикцию Константинопольского патриархата.
В 1991 году приходы на территории Италии были выделены из состава Австрийской митрополии и сформированы в структуру отдельной Италийской митрополии.
В марте 2005 года из состава Фиатирской архиепископии в ведение Италийской митрополии были переданы приходы на территории Мальты.
В июле 2012 года итальянский Сенат предоставил греческой митрополии те же права, которыми обладает в стране Римско-католическая церковь.
14 января 2021 года территория Мальты была выделена в отдельный Патриарший экзархат Мальты.

## Современное положение
Греческая православная епархия в Италии насчитывает в настоящее время 74 прихода и 8 монастырей.

## Митрополиты
- Спиридон (Папагеоргиу) (5 ноября 1991 — 19 августа 1996)
- Геннадий (Зервос) (26 августа 1996 — 16 октября 2020)
- Поликарп (Ставропулос) (с 14 января 2021; с октября 2020 по январь 2021 — в.у.)

### Викарии
- Геннадий (Зервос), епископ Кратейский (5 ноября 1991 — 26 августа 1996)
- Георгий (Андонопулос), епископ Кратейский (с 4 декабря 2022)
- Дионисий (Папавасилиу), епископ Котиайский (с 6 декабря 2022)
- Афинагор (Фазиоло), епископ Фермонский (с 8 декабря 2022)

## Монастыри
- Варваринский монастырь — женский (в Монтанер)